# Большая Никитская улица
Больша́я Ники́тская у́лица (в 1920—1993 годах — у́лица Ге́рцена) — улица в Центральном административном округе города Москвы. Проходит от Манежной площади до Кудринской площади, лежит между Тверской улицей и Воздвиженкой параллельно им. Нумерация домов ведётся от Манежной площади.

## Происхождение названия
Название дано по Никитскому женскому монастырю, располагавшемуся на месте нынешнего сквера перед подстанцией метрополитена (дом 7/10, угол Большого Кисловского переулка). Монастырь, в свою очередь, назван в честь Никиты Готского (умер в 372 году).

## История
Древнейшая часть улицы (от современной Манежной площади до площади Никитских ворот) сформировалась на рубеже XV—XVI веков по трассе древней Волоцкой (Новгородской) дороги. Первоначально большая часть земельных владений, примыкавших к улице по правой стороне, принадлежала Новгородской чёрной сотне — одному из посадских объединений тяглых жителей Москвы, составлявших приходы самых древних местных церквей: Вознесение Господне «Малое» и Николая Чудотворца в Хлынове. На левой стороне улицы, не доходя до церкви великомученика Никиты, в 1536 году располагался Ямской двор — первый центральный орган управления столицей, учреждённый ещё при Иване III.
В 1565 году, в связи с учреждением особого удела царя Ивана Грозного, после того как царь уехал в усадьбу Александровская Слобода близ Кремля, левая сторона улицы вошла в состав опричнины, правая — земщины. На опричной стороне улицы была устроена Кисловская слобода (в районе современных Кисловских переулков), жители которой заготавливали на обиход царского Опричного двора различные соленья. За Кисловской слободой лежала обширная Поварская слобода, основанная предположительно ещё на рубеже XV—XVI вв., в которой проживали царские повара, хлебники, калашники, блинники и т. д.
С конца XVI в. улица постепенно начинает застраиваться дворами знати. В 1582 году дед царя Михаила Фёдоровича боярин Никита Романович Захарьев-Юрьев основал при церкви великомученика Никиты Никитский женский монастырь, вобравший в себя бывший боярский двор. Монастырь располагался на месте нынешней подстанции метрополитена (дом 7/10, угол Большого Кисловского переулка).
В 1920 году в связи с 50-летием со дня смерти писателя, революционного демократа, журналиста и главредактора журнала ''Колокол'' А. И. Герцена (1812—1870), была переименована в улицу Герцена. В 1994 году улице возвращено историческое название. В 1997 году основная часть строений улицы от площади Никитских ворот до Садового кольца была включена в состав заповедной территории «Поварская — Большая Никитская».

## Примечательные здания и сооружения

### По нечётной стороне
- № 1 — Университетский домовый храм святой мученицы Татианы (1790-е.; 1833—1836, архитектор Евграф Тюрин)[2].
- № 3 — дом Якоби (нач. XIX века)[3], сейчас Факультет искусств МГУ.
- Дом графа В. Г. Орлова (июль 2024 года)№ 5/7 — дом графа В. Г. Орлова (XVII век; 1782; 1799, архитектор Матвей Казаков (предположительно); 1810—1820-е — отделка интерьеров при участии архитектора Осипа Бове и скульптора Сантина Кампиони[4]; кон. XIX в.). В доме жил Александр Гурилёв, работал домашним учителем Вильгельм Кюхельбекер. В 1934—1970 годах здесь размещался Исторический факультет МГУ[5][6]; до 2012 года — издательство МГУ. На июнь 2018 года в Росреестре отсутствуют данные о зарегистрированных правах по адресу Романов переулок, 7. Главный дом усадьбы, сохранивший интерьеры, в том числе церковь-ротонду в мезонине, опустел в 2017 году[7].
- № 7/10 — Первая подстанция Московского метрополитена (1935, архитектор Даниил Фридман). Построена на месте упразднённого Никитского монастыря, по которому улица получила название[8]. Возле здания находится сквер, в 2018 году получивший название Сквер Строителей Москвы.
- № 9/15, стр. 1 — доходный дом Никитского монастыря (дом князя Разумовского[9], в основе — палаты Ф. Г. Колычева — княгини Долгорукой, 1772; 1890—1892, архитектор Виктор Мазырин[10]). Здание усадьбы было включено в «Альбомы партикулярных строений…» Матвея Казакова. В этом доме в начале 1830-х в гостях и на званых балах князя Александра Долгорукова неоднократно бывал Александр Пушкин. Здесь жил драматург Александр Борщаговский[11][12], здесь прошли детские годы художницы Валентины Ходасевич.

В июле 2009 года на заседании Межведомственной комиссии правительства Москвы дом был лишён охранного статуса памятника архитектуры, который имел с апреля 2006 года. В конце августа 2014-го градостроительно-земельная комиссия Москвы, возглавляемая мэром города Собяниным, утвердила проект градостроительного плана реконструкции и строительства жилого комплекса по этому адресу, предусматривающий реконструкцию главного здания, выходящего на Большую Никитскую, в нынешних габаритах и достраивания его флигеля, выходящего в Большой и Средний Кисловские переулки, до той же высоты. В результате надземная площадь объекта вырастет в полтора раза (до 12 930 м²), внутренний двор будет перекрыт в уровне первого-второго этажей, под усадьбой выкапывается подземная парковка на 150 машиномест. Усадьба внесена в Красную книгу Архнадзора (электронный каталог объектов недвижимого культурного наследия Москвы, находящихся под угрозой), номинация — реконструкция. В августе 2019-го были снесены все внутренние стены главного особняка.
- № 11/4 — Дом Колычёвых (Синодальное училище певчих) (кон. XVIII в.; кон. XIX в.)[16][17]
- № 13 — Московская Консерватория имени П. И. Чайковского (дом Екатерины Дашковой) (2-я половина XVIII века, архитектор Василий Баженов? ; 1790-е; 1820-е; 1894—1901, архитекторы Василий Загорский, Александр Ниссельсон; 1933—1934, архитектор Илья Бондаренко; 1950-е годы). Перед зданием установлен памятник П. И. Чайковскому (1954, скульпторы Вера Мухина, Зинаида Иванова и Нина Зеленская, архитектор Александр Заварзин; бронза, гранит). Памятник является объектом культурного наследия федерального значения[10][18]. В правой части здания жил композитор и органист А. Ф. Гедике (мемориальная доска, 1962, скульптор И. И. Антипов)[19].
- № 15 — Магазин Вознесенской церкви с квартирой протоиерея (1912, архитектор Витольд Дзевульский)[20]. В этом доме размещался книжный магазин «Лавка имажинистов». В 1919—1921 годах здесь работал поэт Сергей Есенин[10][21].
- № 17 — за этом месте до 1996 года находились палаты последней четверти XVII века, входившие в комплекс усадьбы князей Мещерских-Щербатовых и Головкиных[22]. Здание было оформлено в стиле безордерного классицизма[23]. В 1996 году дом снесли ради постройки офисного центра по проекту Павла Андреева[24][25].
- № 19 — Театр Георга Парадиза «Парадиз» (перестроен из особняка Шаховских-Глебовых-Стрешневых в 1884—1886 годах архитектором Константином Терским, автор фасада — Фёдор Шехтель; в 1910 году перестроен архитектором Александром Галецким) комплекс зданий: Московский академический театр имени Владимира Маяковского, Геликон-Опера. В 2009 году по проекту архитектора Андрея Бокова начались работы по перестройке усадьбы Шаховских, в результате чего была уничтожена часть исторических строений[26], уцелела лишь часть фасадной стены усадебного флигеля княгини Шаховской, выходящего на Калашный переулок (Большая Никитская, № 19/16).

Позднее трёхэтажное здание XIX века было лишено охранного статуса; 11 мая 2011 года, через несколько дней после того, как Москомнаследие аннулировало все выданные ранее согласования на разборку зданий в центре города и в тот день, когда мэр Москвы С. Собянин подписал указ о приостановке действия разрешений на строительство в центре Москвы, начались работы по его сносу. Несмотря на протесты москвичей, в ночь на 19 июня 2011 года флигель был окончательно снесён подрядчиком «Астром-7». Проект был прозван «ошибкой ценою в миллиард» после того, как руководитель департамента строительства М. Хуснуллин заявил, что город не откажется от реконструкции усадьбы Шаховских—Глебовых—Стрешневых под размещение в ней театра «Геликон-опера», поскольку в строительство уже инвестировано из бюджета более 1 млрд руб.: «Я готов признать, что это было ошибочное решение, но не готов взять ответственность за списание в убыток миллиарда рублей» — сказал он.
- № 19, стр. 1,  памятник архитектуры (вновь выявленный объект) — главный дом усадьбы Глебовых — Стрешневых — Шаховских (в основе — палаты князя В. Н. Репнина) (1730-е; 1801—1802; 1838; 1882—1886, архитектор Константин Терский — перестройка, изменение интерьеров; 1884, архитектор Александр Каминский — изменение фасада; 1898, архитектор Николай Струков, Фёдор Кольбе — частичное изменение фасада[30][31][10].
- № 21/18 — дом Дурновых (Е. И. Маркова — Н. К. Голофтеева) (1823; 1832; 1875, архитектор Николай Васильев; 1898; 1914 — мелкие переделки фасада)[10][32].
- № 23/9 — дом Огарёва — Лобанова-Ростовского (середина XVIII века; начало XIX века; 1840-е; 1909—1911 — надстройка; 1913 — перестройка под кинотеатр)[33], ныне — театр «У Никитских ворот» под руководством Марка Розовского.
- № 31/15,  памятник архитектуры (федеральный) — доходные дома (1901—1903, архитектор Николай Струков; после 1913, архитектор В. П. Цейдлер[10]). Комплекс доходных домов был построен в 1903 году по проекту архитектора Н. Д. Струкова для Д. И. Элькинда. Состоит на охране как «дом, в котором выступал В. И. Ленин в 1906 году» — здесь на заседании лекторской группы при московском комитете РСДРП при его участии обсуждались итоги Декабрьского восстания в Москве. В 1913 году наследники Даниила Исааковича продали здание Санкт-Петербургскому отделению страхового общества «Россия». После этого дом был надстроен башенками и полым стеклянным куполом по проекту петербургского архитектора В. П. Цейдлера. В 1917 году здание сильно пострадало от обстрела во время революционных боев, при его восстановлении купол был снесён. В начале 2010-х годов коммерческий инвестор получил разрешение на восстановление купола — на крыше дома появился мансардный уровень с квартирами[34], возведённый купол разделён на два офисных этажа, со стороны двора к нему пристроен лифт. При проведении строительных работ по наращиванию коммерческих площадей сам дом не ремонтировался, его фасад находится в неудовлетворительном состоянии, лепнина осыпается[35].
- № 33 стр. 1 — жилой дом, XIX век.

- № 37 стр. 1 — многоэтажный жилой дом (1974, архитекторы Н. А. Афанасьева, В. С. Егерев, А. А. Шайхет, инженеры Б. С. Гурвич, А. Я. Коганов, С. М. Крыжевская)[36]. На этаже 8 квартир: 5 двухкомнатных и 3 трёхкомнатных. Последние 20 лет своей жизни, с 1974 по 1994 год, здесь жил писатель Леонид Леонов (мемориальная доска).
- № 41 — особняк Н. А. Симонова (Е. К. Рукавишниковой) (1802; после 1812; 1876, архитектор Александр Каминский)[37], в настоящее время — посольство Мьянмы в России.
- № 43 С 1 — особняк Валентина Асигкритовича Балина (Резиденция посла Турции. 1900, архитектор Никита Зеленин, при участии С. М. Жарова)[37].
- № 43 — многоэтажный жилой дом (1974, архитекторы Н. А. Афанасьева, В. С. Егерев, А. А. Шайхет, инженеры Б. С. Гурвич, А. Я. Коганов, С. М. Крыжевская). На этаже 8 квартир: 5 двухкомнатных и 3 трёхкомнатных[36]. Известен как «дом Калугиной» из кинофильма «Служебный роман».
- № 47 стр. 2 — главный дом городской усадьбы (1791—1820-е, 1849[10]). В 1980-х УМЦ ВЛКСМ по свободному времени молодёжи. С 1983 по 1986 место проведения игр Что? Где? Когда?[38][39].[источник не указан 1158 дней] В 1930- горды в доме в кв. 55 жил государственный деятель М. Калманович.
- № 49 — многоэтажный жилой дом (1974, архитекторы Н. А. Афанасьева, В. С. Егерев, А. А. Шайхет, инженеры Б. С. Гурвич, А. Я. Коганов, С. М. Крыжевская). На этаже 9 квартир: 5 двухкомнатных, 2 трёхкомнатных и 2 однокомнатных[36]; кооперативный дом Министерства культуры. Здесь жили Вольф Мессинг (в 1972—1974), актёр Борис Тенин и его жена актриса Лидия Сухаревская (мемориальная доска, архитектор А. К. Тихонов)[40][41], театровед Борис Зингерман[42].
- № 51, стр. 1,  памятник архитектуры (региональный) — городская усадьба Н. И. Позднякова — С. В. Волковой — В. Н. Грибова (1806; 1834; 1860 — перестройка, архитектор Никитин; 1875; начало XX века, архитекторы Пётр Ушаков, Евгений Зеленский[10][37]. С 2013 года — посольство Танзании в России.
- № 55 — Центральный дом литераторов (1955, проект архитектора Аркадия Аркина[10]). Здание пристроено к выходящему на Поварскую улицу особняку Святополк-Четвертинского.

### по чётной стороне
- № 2, 4,  памятник архитектуры (региональный) — Зоологический и Ботанический институты Московского университета (1896—1902, архитектор К. М. Быковский)[10], сейчас лабораторный корпус Факультета психологии МГУ.
- № 6 — Зоологический музей Московского государственного университета (1892—1902, архитектор К. М. Быковский, при участии З. И. Иванова).
- № 8/1 — доходный дом Е. И. Кузнецова (1810—1820-е; 1875; 1887, архитектор А. Е. Рожанский[10]).
- № 10/2 — дом А. А. Муромцева (конец XVIII века (?); 1825 — правая часть по переулку; 1828 — левая часть; конец XIX века, архитектор М. А. Арсеньев)[10][43].
- № 12 — дом С. А. Меншикова (1775 — главный дом; 1778—1782 — флигели)[44].
- № 12, стр. 1 — жилой дом (1925—1928, архитектор А. М. Гуржиенко[10]).
- № 14/2, стр. 1,  памятник архитектуры (федеральный) — городская усадьба А. Р. Брюса — Я. В. Брюса (1-я половина XVIII в., середина XVIII в.; после 1812; 1836; XX в. — надстройка крыла и флигеля)[18][10][45].
- № 14/2, стр. 4,  ЦГФО — доходный дом В. П. Панюшева (1914—1915, архитектор А. А. Иванов-Терентьев)[10].
- № 14/2, стр. 7,  ЦГФО — флигель усадьбы Брюса (1872; 1879; 1974)[10].
- № 16/1, стр. 1,  памятник архитектуры (вновь выявленный объект) — жилой дом XIX века[10].
- № 16, стр. 2,  ЦГФО — Торговая лавка крестьянина В. Т. Кошелева (1897, архитектор К. К. Альбрехт)[10].
- № 18 — Храм Вознесения Господня на Никитской (Малое Вознесение) (1584).
- № 20/1, стр. 1 — дом причта, трапезная, воскресная школа храма Малое Вознесение (1997[10]).
- № 22 — доходный дом (1904—1905, архитектор К. В. Трейман). Левая часть дома включает постройки середины XVIII века[46].
- № 24 стр. 1 — доходный дом Пенкиной (1905—1906, архитекторы Б. М. Нилус[47][48], А. Ф. Мейснер[49]). В доме жил историк искусства В. Я. Адарюков[50][51].
- № 24 стр. 6 — дом А. П. Голицыной — С. Н. Батюшкова (1841; 1902, архитектор С. Д. Кучинский) — один из первых доходных домов в Москве[52][53].
- № 26 (/2 — по Леонтьевскому переулку) — дом Г. Н. Орлова — Н. Б. Юсупова, т. н. «Наполеоновский театр» (2-я пол. XIX в., архитектор М. И. Никифоров, в основе городская усадьба П. А. Позднякова — Юсуповых) — выявленный объект культурного наследия[10][54]. Дом был внесён архитектором М. Ф. Казаковым в Альбом лучших гражданских зданий Москвы с именем владельца XVIII века Г. Н. Орлова. В начале XIX века принадлежала генералу П. А. Позднякову, при котором в доме располагался театр[55]. В оккупацию 1812 года в здании размещался французский театр, в котором играла французская труппа Московских императорских театров. Наполеон I пренебрегал драматической частью, но посещал концертные исполнения оперных арий[56][57]. Позднее усадьба принадлежала князю Н. Б. Юсупову. Сохранились главный дом, надстроенный тремя этажами, а также два протяжённых флигеля по периметру замкнутого двора. В доме зафиксированы детали подлинных интерьеров: печи, фрагменты лепнины и паркетов[58].

В 2004 году распоряжением Правительства Москвы дом был признан аварийным, подлежащим отселению и реконструкции. Инвестор — ЗАО «НИО» — планировал снести и заново выстроить флигели, вырыть подземную парковку и перекрыть двор на высоте главного дома. В 2010-х годах в расселённом и заброшенном здании поселились нелегалы. Застройщику противостояли не только градозащитники, но и последние жильцы — хозяева семейного ресторана в первом этаже. Им удалось оспорить заключение об аварийности и добиться признания усадьбы выявленным памятником. Новое Правительство Москвы расторгло инвестконтракт и вернуло дом в своё оперативное управление. Но усадебные строения по-прежнему пустуют, за исключением первого, торгового этажа главного дома и помещения семейного ресторана во флигеле. Только в 2014 году был объявлен тендер на разработку объёмного и фасадного решений комплекса. В октябре 2015 года здесь случился пожар — горел мусор на 1-м и 2-м этажах. 29 октября 2015 года оформлены Градостроительные планы земельных участков (ГПЗУ) по адресам: Леонтьевский пер., вл. 2/26, стр. 1, 2, Большая Никитская ул., вл. 26/2, стр. 3 (ЦАО) для реставрации зданий. В декабре 2015 года, по заказу ГУП ДЭЗ ИСК, — объявлен тендер на техническое обследование конструкций зданий. В марте 2017 года площади здания «Наполеоновского театра» выставлены Департаментом конкурентной политики города Москвы на электронный аукцион. Департамент культурного наследия города Москвы направил собственнику предписание с актами технического состояния и планом проведения работ до 30.10.2020 года. Владелец усадьбы в начале 2018 года получил задание на проведение работ по сохранению ОКН.
- № 28/2—4 — здание ТАСС (1970—1977, архитекторы В. С. Егерев, А. А. Шейхет, З. Ф. Абрамова, Г. Л. Сирота; инженеры Б. С. Гурвич, Ю. С. Маневич, А. Я. Коганов)[10][63].
- № 36 — Храм Вознесения Господня в Сторожах, у Никитских ворот (Большое Вознесение). Во дворе храма 3 июля 1957 года был открыт памятник А. Н. Толстому (архитектор Л. М. Поляков, скульптор Г. И. Мотовилов).
- № 44/13,  памятник архитектуры (региональный) — городская усадьба Суворовых (А. В. Суворова) — Н. И. Баранова — Н. П. Гагман (XVIII в. — XX в., 1873, архитектор А. С. Каминский; техник архитектуры А. В. Красильников, инженер-архитектор В. Г. Залесский)[10][64].
  - № 44 стр. 2 — Городская усадьба Черкасской — Баскакова. Одноэтажный особняк с полуподвальным помещением и мезонином, построенный в 1812—1817 годах.
  - № 44 стр. 3 — административное здание 1840 года постройки.
- № 46,  памятник архитектуры (федеральный) — дом П. И. Бибикова — усадьба Васильчиковых (1781; рубеж XVIII—XIX вв.; после 1812; 1860—1870-е гг.)[37] Здесь жил писатель М. А. Булгаков[65]..
- № 50/8 — особняк (1876, архитектор К. И. Андреев). В 1903—1938 годах здесь жил режиссёр В. И. Немирович-Данченко[66].Здание занимает посольство Испании[67].
- № 54 — Особняк Лопатиной, здание в византийском стиле (1875, архитектор А. С. Каминский)[68]. Двухэтажное здание с третьим мансардным этажом выстроено в русско-византийском стиле, четырёхскатная кровля увенчана декоративным металлическим гребнем. Орнаментальная полихромная кладка стен дополнена разнообразной керамической полихромной декорацией — наличниками, филёнками, колонками, горизонтальными поясками, отдельными цепочками изразцов, сходными по рельефу и орнаментике с керамикой дома Игумнова на Большой Якиманке (облицовочный кирпич — завода А. Гусарева, цветные изразцы — мастерской С. И. Масленникова).

В начале XX века дом был поделён на квартиры для сдачи в наём. Примерно в 1925 году он переделывается под общежитие общества большевиков-ветеранов. С 1963 года здание занимает посольство Бразилии.
- № 56 — особняк Я. А. Рекка (С. Д. Красильщиковой) (1902—1903, архитектор Г. А. Гельрих[69][68], перестроен И. В. Рыльским в 1913 году). В доме жил экономист Б. С. Ястремский[70]. В настоящее время здесь находится резиденция посла Египта.
- № 60 — дом В. Т. Ушакова (М. А. Шапошниковой) (1820-е; 2-я половина XIX века)[68].
- № 62 — особняк Н. С. Кана (1901, архитектор Ф. О. Шехтель).
- ? (на углу со Скарятинским переулком, С. Е. Трубецкой указывает № 54) — дом князя А. А. Щербатова. Здесь в 1890 году родился философ С. Е. Трубецкой.

- Дом № 9
- № 13 Московская консерватория имени Чайковского
- № 36 Храм Большое Вознесение
- Усадьба Суворовых (XVIII—XX века)
- Вид от дома № 45 в сторону центра
- № 50, посольство Испании (1876, арх. К. И. Андреев)
- № 54, посольство Бразилии (особняк А. В. Лопатиной, 1875, арх. А. С. Каминский)
- № 56, особняк Я. А. Рекка (С. Д. Красильщиковой) (1902—1903, арх. Г. А. Гельрих)

## Транспорт
- Метро «Александровский сад» (250 м).
- Метро «Баррикадная» (300 м).
- Автобусы: м3 (в обе стороны по всей длине улицы), с511 (до Никитских Ворот только по направлению «в Центр») и с344 (на всю длину улицы только по направлению «от Центра», а по направлению «в Центр» только до Никитских Ворот с поворотом на Тверской бульвар, Тверскую и Манежную с возвращением на Большую Никитскую).

В советское время по всей длине улицы проходили троллейбусы 5, 8 (в обе стороны) и автобус 6. После реорганизации движения транспорта в 90-х годах XX века движение троллейбусов было ликвидировано.

## Улица в художественной литературе и искусстве
- 23 мая 1998 года большая группа художников перекрыла баррикадой Большую Никитскую улицу. Акция «Баррикада» была приурочена к 30-летию французской студенческой революции 1968 года и декларировала созвучные ей лозунги вплоть до цитирования[71][72][73].